# Carrer de Santa Llúcia (Tordera)
El Carrer de Santa Llúcia és una via pública del municipi de Tordera (Maresme) inclosa en l'Inventari del Patrimoni Arquitectònic de Catalunya.

## Descripció
És un carrer que va des del centre (c/ de les Creus) fins als afores, paral·lel al Camí Ral. Sembla ser una de les primeres zones de creixement fora del nucli urbà. Totes les cases són aproximadament iguals, de planta baixa i un pis, amb eixida, encara que com a la major part de la Vila, no s'ha conservat la uniformitat de les façanes. El carrer creix oposat al cantó del riu.